# 集団精神療法
集団精神療法（しゅうだんせいしんりょうほう、英: Group Psychotherapy）は、精神療法の一つ。
1947年以前は精神医学領域においてジークムント・フロイトの精神分析療法が主導であった。日本では戦後になって盛んに行われるようになり、現在精神医学において重要な治療法の一つとなっている。
なお集団心理療法は、手法によって効果に差はないが、3分の1に対人関係のスタイルの改善など肯定的変化があり、8％には「重大な心理損傷」が起こったという研究結果がある。手法がパワフルであるがゆえに、重度の害悪をもたらしうるため、実施するファシリテーターの質と倫理観が重要であり、結果の良し悪しはファシリテーターに左右される部分が大きい。

## 方法
一般的に患者のグループと数人の治療者を加えて、言語的なコミュニケーションを行う。
- 構成

一般的に10～20人程度、少ない場合で数人程度で行い、全員で輪になって座り、参加者はいつでも席に着くのも席を立つのも自由とする。
- 時間

施設によって異なるが、一般的に約40分程度で、治療者は定時に開始して定時に終了する。
- 内容

テーマを決めたり与えたりせずに、自由に話をさせる。必要に応じて治療者が介入していく。
- 回想

終了後、治療者並びにスタッフは検討して話し合う。一般にreview(レビュー)と言われている。

## 各国の現状

### 日本
科学史家・精神病理学者の小俣和一郎によると、国民皆保険制度の下で、薬や注射などの現物には公定の報酬が支払われたものの精神療法のような目に見えない技術に対しては非常に低い報酬しか設定されなかった。このことが日本における精神医療の質の低下を招いたとしている。
後に精神障害者患者会の設立のきっかけになったケースもある（「精神病」者グループごかい）。

## 派生
集団精神療法からは、自己啓発セミナー、組織開発、コーチングなどが派生している。こうした民間の実践は営利目的で資格もないため、集団心理療法を理解していなかったり倫理観に問題のあるファシリテーターもおり、問題も少なくない。集団精神療法のＴグループでは、民主主義や人権尊重、集団と個人の位置づけを組織にすることが倫理の基本となっていたが、金儲けを目的にテクニックを利用した者はそうした倫理を持っておらず、刑事事件になった例もある。